# Safe Harbor (película)
Safe Harbor es una película para televisión de 2009, basada en una historia real protagonizada por Treat Williams y Nancy Travis. La película se mostró por primera vez en Hallmark Channel el 30 de mayo de 2009.

## Argumento
La película está basada en los inicios de Safe Harbor Boys Home, un programa educativo residencial para adolescentes en riesgo en el río Saint Johns en Jacksonville, Florida, fundado por Doug y Robbie Smith. El programa enseña a los adolescentes con problemas las habilidades marítimas de navegación y viajes tanto a vela como a motor, junto con valiosas habilidades vocacionales como reparación de motores, trabajo eléctrico y soldadura, combinadas con un sólido programa académico. 
La combinación del programa de educación académica y vocacional, junto con la estructura, la disciplina y el amor que reciben, ha dado como resultado una tasa de éxito del 95% con los niños atendidos por el programa. 
El guionista Josef Anderson y el productor ejecutivo Norton Wright pasaron horas entrevistando a los Smith.

## Historia
Doug y Robbie Smith son una pareja felizmente casada y sin hijos a punto de jubilarse y pasar sus días dando la vuelta al mundo en su velero. Pero antes de que tengan la oportunidad de irse, su buen amigo, el juez David Roberts, les pide que cuiden de dos adolescentes que él condenó a un centro de menores. La instalación está actualmente llena y el juez le dice a la pareja que, en lugar de ser enviados a la cárcel del condado, los niños pueden ayudarlos a preparar su bote para el día de navegación. Los Smith están de acuerdo y pronto se enfrentan a dos niños más con circunstancias similares.
Los Smiths pronto se enfrentan a una variedad de desafíos por parte de los chicos, su actitud hosca y un incendio en el barco. Al final, Doug y Robbie ven cambios positivos en los cuatro jóvenes, que ahora son reacios a dejar su nueva "familia". Doug y Robbie también ven cambios en ellos mismos mientras reconsideran su viaje en barco, su decisión de no tener hijos y lo que les depara el futuro.

## Reparto
- Treat Williams - Doug.
- Nancy Travis - Robbie.
- Orson Bean - Jack Roberts.
- Reiley McClendon - Luke.
- Charlie McDermott - David Porter.
- Cameron Monaghan - Larry Parker.
- Sam Jones III - Billy.
- Maitland McConnell - Charlotte.
- Blake Hood - Randy.
- Jimmy Ortega - Sheriff.

## Recepción
Safe Harbor lo hizo moderadamente para Hallmark Channel en su estreno. La película se clasificó entre las cinco primeras por hogares y datos demográficos clave. También se clasificó como la segunda película por cable con publicidad más alta del día y la cuarta más alta de la semana, entregando una calificación de 1.8 hogares con 1.5 millones de hogares, más de 2 millones de espectadores totales y 3.2 millones de espectadores no duplicados. 
Las críticas fueron moderadamente positivas. El New York Daily News lo calificó como una entrega esperada de "gente decente, valores sólidos y una sensación general de que hay más cosas buenas que malas en el mundo". También lo llamó "reconfortante".
Laura Fries de Variety escribió

Safe Harbor es exactamente lo que pretende ser: un refugio de sentimientos agradables en medio de una avalancha de malas noticias del mundo real. Un vehículo de sonido cuyo reparto sólido y moralidad basada en la vida real lo mantienen a flote, esta película de Hallmark Channel finalmente funciona, incluso si las caracterizaciones no siempre son válidas.

También afirma que "los obstáculos y las resistencias se superan con demasiada facilidad" y que hay profundas caracterizaciones de personas "buenas" y "malas", pero que el talento del elenco lo hace casi creíble.
- Datos: Q3220353